# Pfarrerin Lenau
Pfarrerin Lenau ist eine Familienserie der ARD nach einer Idee von Felix Huby. Sie ist die Nachfolgeserie der 1988 erschienenen Serie Oh Gott, Herr Pfarrer mit Robert Atzorn.

## Inhalt
Die 33-Jährige Pfarrerin Katharina Lenau, verheiratet mit dem Architekten Marcus Lenau, tritt ihre erste Pfarrstelle in der Stuttgarter Melanchthon-Gemeinde an. Oft ist sie voller Selbstzweifel. Bei den Gemeindemitgliedern stößt die junge Pfarrerin zunächst auf Vorbehalte, Skepsis und auch Ablehnung. Von ihrem Ehemann Marcus, der als Architekt selbst gut zu tun hat, und ihrem Vater Arthur Köstlin, einem Verleger und Atheisten, kann sie nur wenig Hilfe erwarten. Jedoch gelingt es ihr, sich mit dem nötigen Maß an Feingefühl mehr und mehr durchzusetzen. Unterstützung findet sie in dem Buchbinder Karl Engstinger, der Gemeindesekretärin Klara Treutle, dem befreundeten Pfarrer Peter Kuron und ihrer Verwandten Anna-Lotte Ulmer, einer pensionierten Diakonisse.

## Episoden
1. In Amt und Würden
2. Der Trompeter von Jericho
3. Jeden Tag eine gute Tat
4. Was Gott zusammenfügt
5. Ihr Land ist voll Geld und Gold
6. Konfirmanden
7. Der Mensch hüte sich vor der Gewalt
8. Dass eure Arbeit nicht vergeblich sei
9. Wo die Liebe hinfällt
10. Wohlauf in Gottes schöne Welt
11. Der Spieler
12. Dein ist mein ganzes Herz
13. Dort, wo man singt ...

## Drehort
Gedreht wurde die Fernsehserie in Stuttgart, Ludwigsburg und Tübingen.

## Medien
Die kompletten Episoden der Serie erschienen 2011 auf DVD.